# Wayuu: La niña de Maracaibo
Wayuu: La niña de Maracaibo es una película venezolana rodada en 2011 y protagonizada por Daniel Alvarado, Karina Velásquez y Asier Hernández. La película fue dirigida por Miguel Curiel. La premier de la película fue el 3 de julio de 2012.

## Argumento
La película se centra en el amor imposible entre Gamero: el Rey de los Guajiros (Daniel Alvarado) y Chiquinquirá (Karina Velásquez), quienes deciden vivir su aventura pasional, la cual está prohibida al ser él un wayú y ella una alijuna. Para proteger la vida de Chiquinquirá, Gamero contrata a Alatriste (Asier Hernández), un detective vasco con un pasado que lo atormenta. 